# Jackson County (Texas)
Jackson County je okres ve státě Texas v USA. K roku 2010 zde žilo 14 075 obyvatel. Správním městem okresu je Edna. Celková rozloha okresu činí 2 220 km².